# Penny Arcade
Penny Arcade és un webcòmic centrat en els videojocs i la cultura dels videojocs escrit per Jerry Holkins i il·lustrat per Mike Krahulik. Fou publicat per primera vegada el 1998 al web loonygames.com. Des d'aleshores, Holkins i Krahulik han posat en marxa el seu propi web, al qual solen penjar una nova tira còmica cada dilluns, dimecres i divendres. Els còmics van acompanyats d'actualitzacions periòdiques al blog del web.